# Tán xạ quả cầu

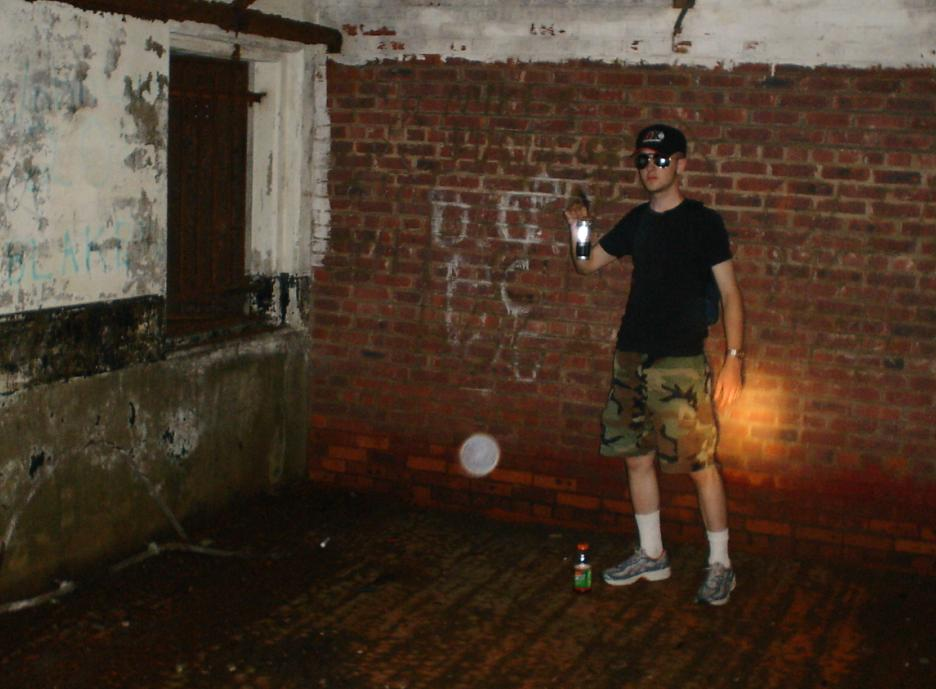
Một quả cầu ở trung tâm, ở ngang đầu gối của người trong ảnh.

Tán xạ quả cầu xảy ra khi ánh sáng máy ảnh đối diện với vật thể và chiếu qua các vật nhỏ khác như bụi, giọt nước hay các sinh vật nhỏ.
Các quả cầu xuất hiện bất ngờ thường xảy ra trong flash máy ảnh - đôi khi với những con đường mòn cho thấy chuyển động - đặc biệt là phổ biến với máy ảnh kỹ thuật số hiện đại, nhỏ gọn và siêu nhỏ gọn.
Từ "tán xạ quả cầu" trong Tiếng Anh, "orb", nó gắn liền với các câu chuyện về hiện tượng huyền bí.
Tán xạ quả cầu còn gọi đơn giản là "quả cầu", hoặc "tán xạ ngược", hoặc "tán xạ gần máy ảnh".

## Nguyên nhân
Tán xạ quả cầu có thể xuất hiện trong trường hợp ánh sáng thấp mà đèn flash của máy ảnh được sử dụng, chẳng hạn như vào ban đêm hoặc dưới nước hoặc một nguồn ánh sáng gần máy ảnh.
Các tán xạ quả cầu được đặc biệt phổ biến với các máy ảnh nhỏ gọn, siêu nhỏ gọn, nơi các khoảng cách ngắn giữa các ống kính và các đèn flash built-in giảm góc phản chiếu ánh sáng vào ống kính, trực tiếp chiếu sáng khía cạnh của các hạt phải đối mặt với ống kính và ngày càng tăng của máy ảnh khả năng nắm bắt được ánh sáng phản chiếu thông thường có thể nhìn thấy các hạt phân tử.
Các quả cầu có thể là kết quả của tán xạ ánh sáng ra khỏi các hạt rắn (ví dụ như bụi, phấn hoa), các hạt chất lỏng (giọt nước, đặc biệt là mưa).
Tán xạ quả cầu thường xuất hiện trong một hoặc hai vòng tròn màu trắng trong suốt, mặc dù cũng có thể xảy ra với toàn bộ hay một phần quang phổ, viền tím hoặc màu sắc khác. 
Với những giọt mưa, một hình ảnh có thể nắm bắt ánh sáng truyền qua các giọt nước tạo ra một hiệu ứng cầu vồng nhỏ.
Trong điều kiện dưới nước, các hạt như cát hoặc sinh vật biển nhỏ gần ống kính, vô hình, phản chiếu ánh sáng từ đèn flash gây ra các tán xạ quả cầu. Một đèn flash nhấp nháy, những khoảng cách xa flash từ ống kính, loại bỏ các tán xạ quả cầu. Dưới đây là hai trường hợp giả định dưới nước:
1. Mặt chính diện của các hạt liên kết đối diện với ống kính của máy ảnh được chiếu sáng bởi đèn flash, và do đó máy ảnh sẽ chụp được các tán xạ quả cầu.
2. Các hạt liên kết được chiếu sáng bởi đèn flash không đối diện với ống kính và do đó vẫn chưa được ghi lại.

Một giả thuyết dưới nước thể hiện với hai điều kiện trong đó tán xạ quả cầu có thể xuất hiện (như trường hợp 1) hoặc không (như trường hợp 2), tùy thuộc vào việc các khía cạnh của các hạt phải đối mặt với ống kính trực tiếp chiếu sáng bởi đèn flash, và sẽ xuất hiện quả cầu.

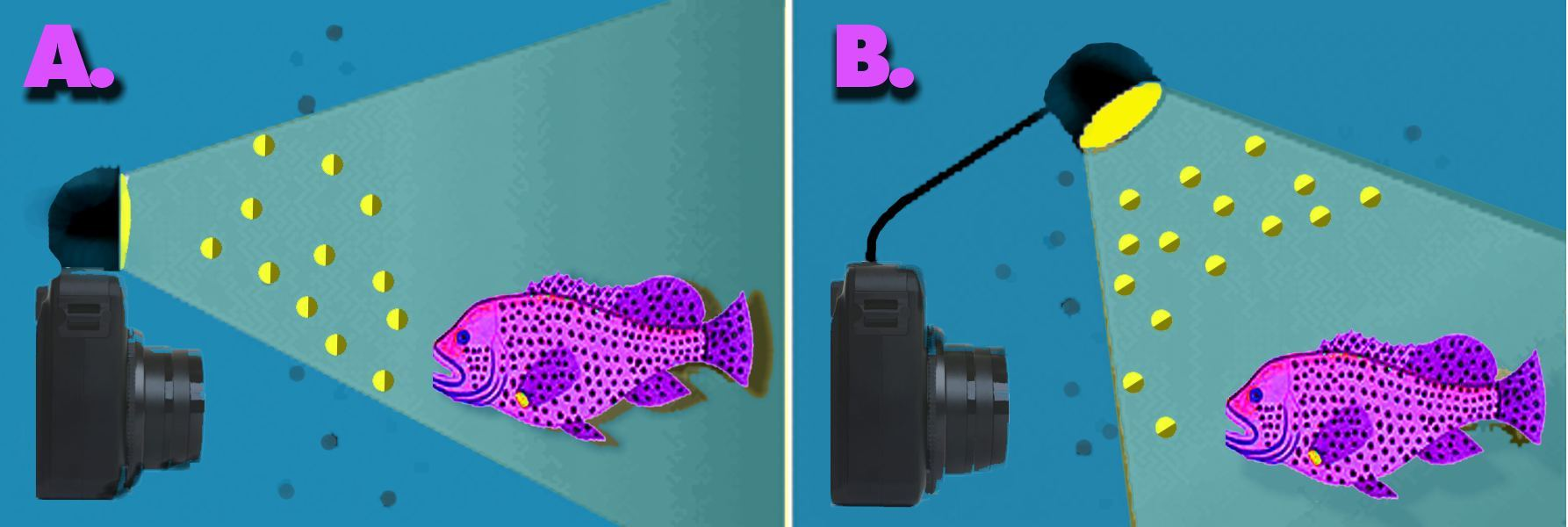
Minh họa về hiện tượng quả càu trong hai trường hợp trên.Tán xạ này có quy mô nhỏ, dưới ánh đèn máy ảnh chiếu xuống vật thể theo hai hướng khác nhau, như con cá. Chú ý rằng trong trường hợp B, ánh đèn chiếu nghiêng xuống con cá nên không thể nhìn thấy quả cầu

## Niềm tin
Một số người tin các quả cầu là sự hiện diện của ma quỷ. Một số người khác đã chụp được ảnh các tán xạ quả cầu ở nghĩa trang hay nghĩa địa và tin rằng đó là ma hiện về vì họ đã chụp được ảnh các tán xạ quả cầu ở gần một ngôi mộ, mặc dù không có cơ sở nào để chứng minh. Nhưng một số người khác lại không tin vào những chuyện ma quỷ về tán xạ quả cầu và cho rằng đó chỉ là ảo giác hoặc giải thích chúng như ở trên.

## Hình ảnh về tán xạ quả cầu
Những bức ảnh về quả cầu đã được một số người đã chụp được ảnh và họ nói rằng họ không chỉnh hình, bật hiệu ứng ánh sáng, sử dụng công nghệ Photoshop hay dùng các công cụ chỉnh sửa hình khác. Dưới đây là một số ảnh về tán xạ quả cầu:

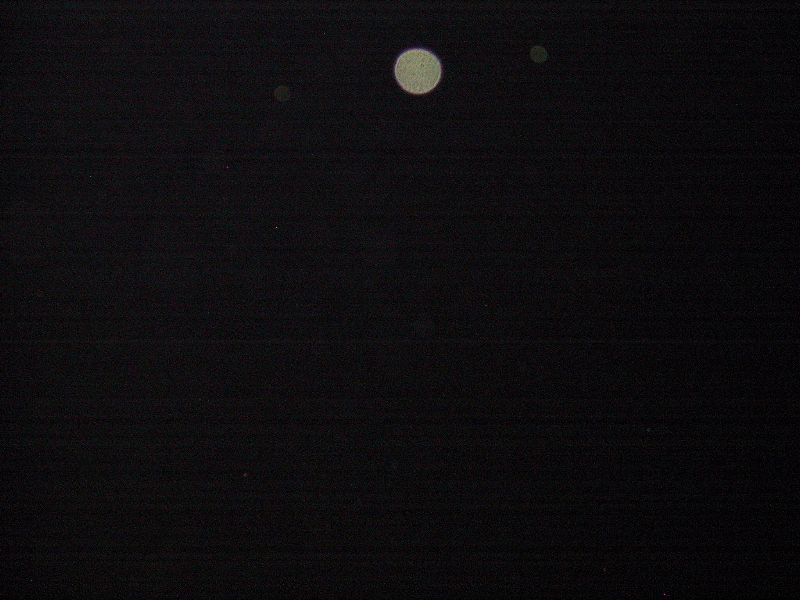
Một quả cầu.
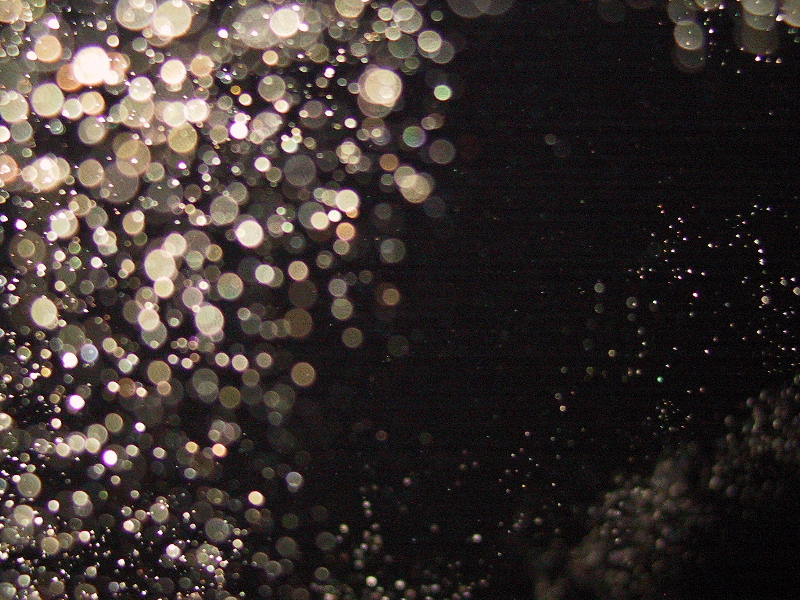
Bụi quả cầu.
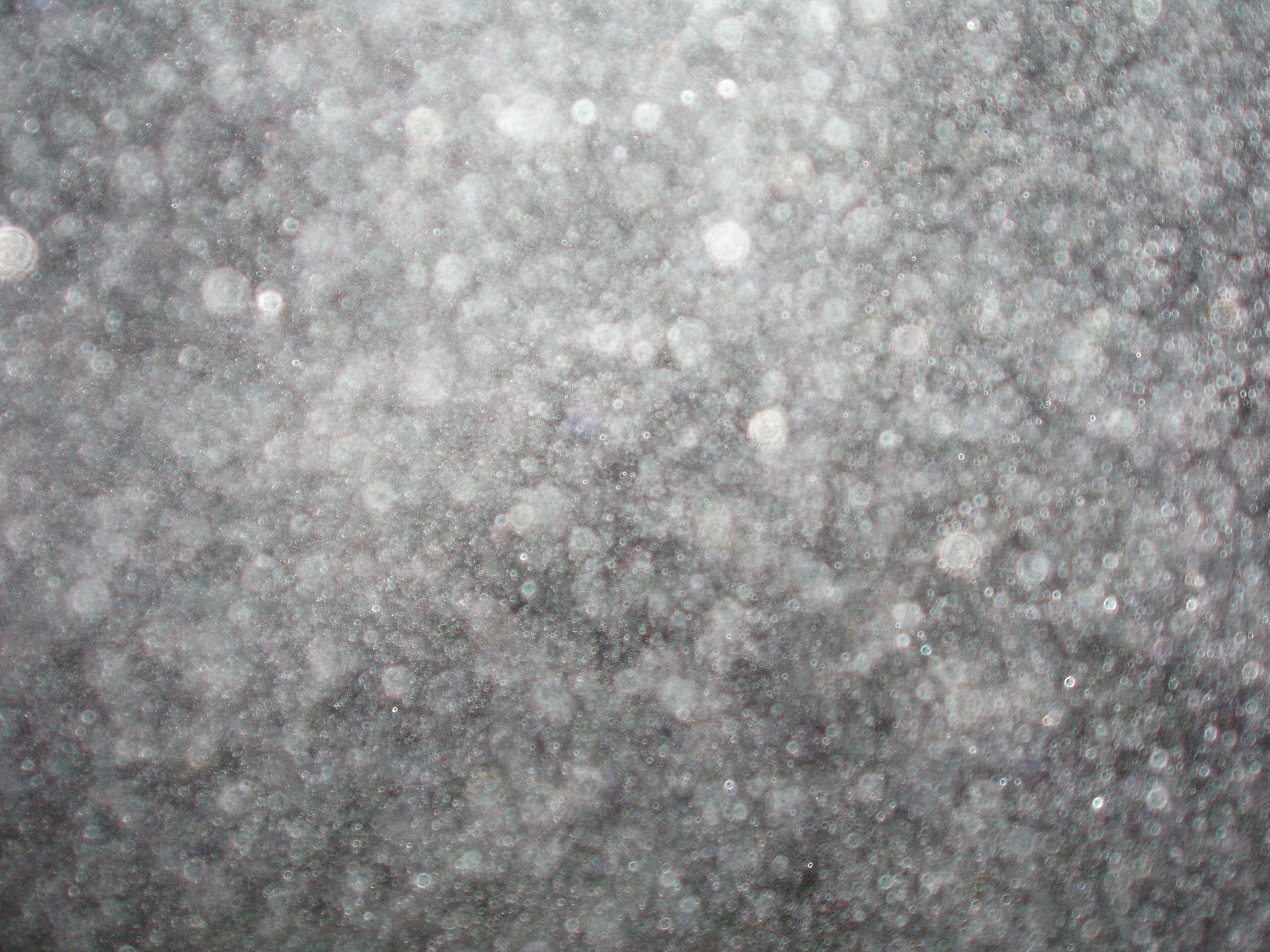
Một trận bụi quả cầu dày đặc.
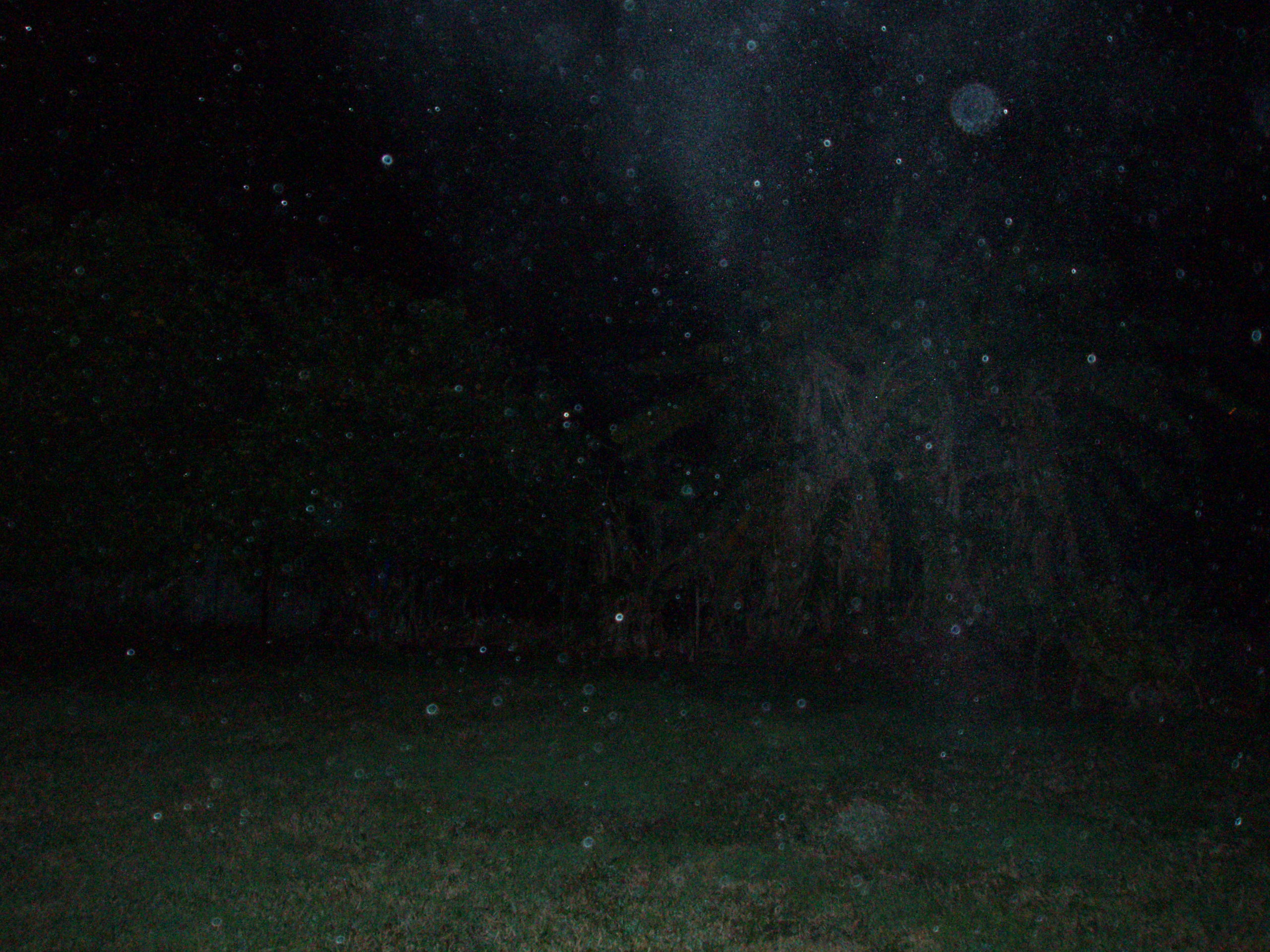
Quả cầu trôi nổi trong không khí.
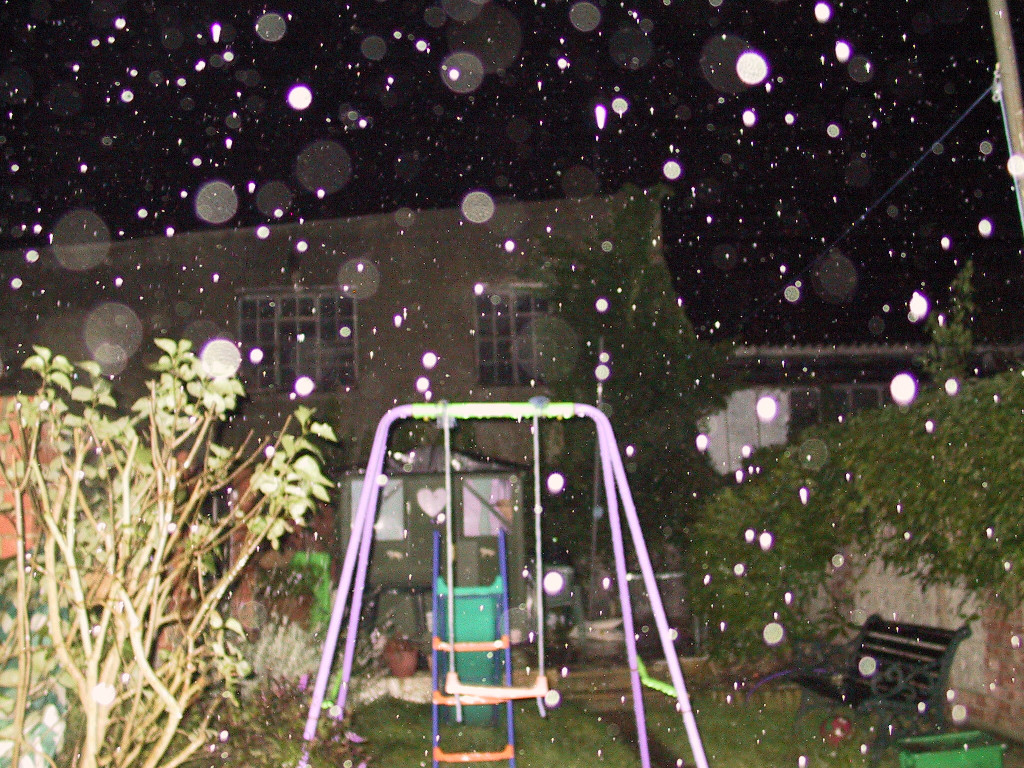
Một trận "mưa quả cầu",chụp bằng máy ảnh thu nhỏ
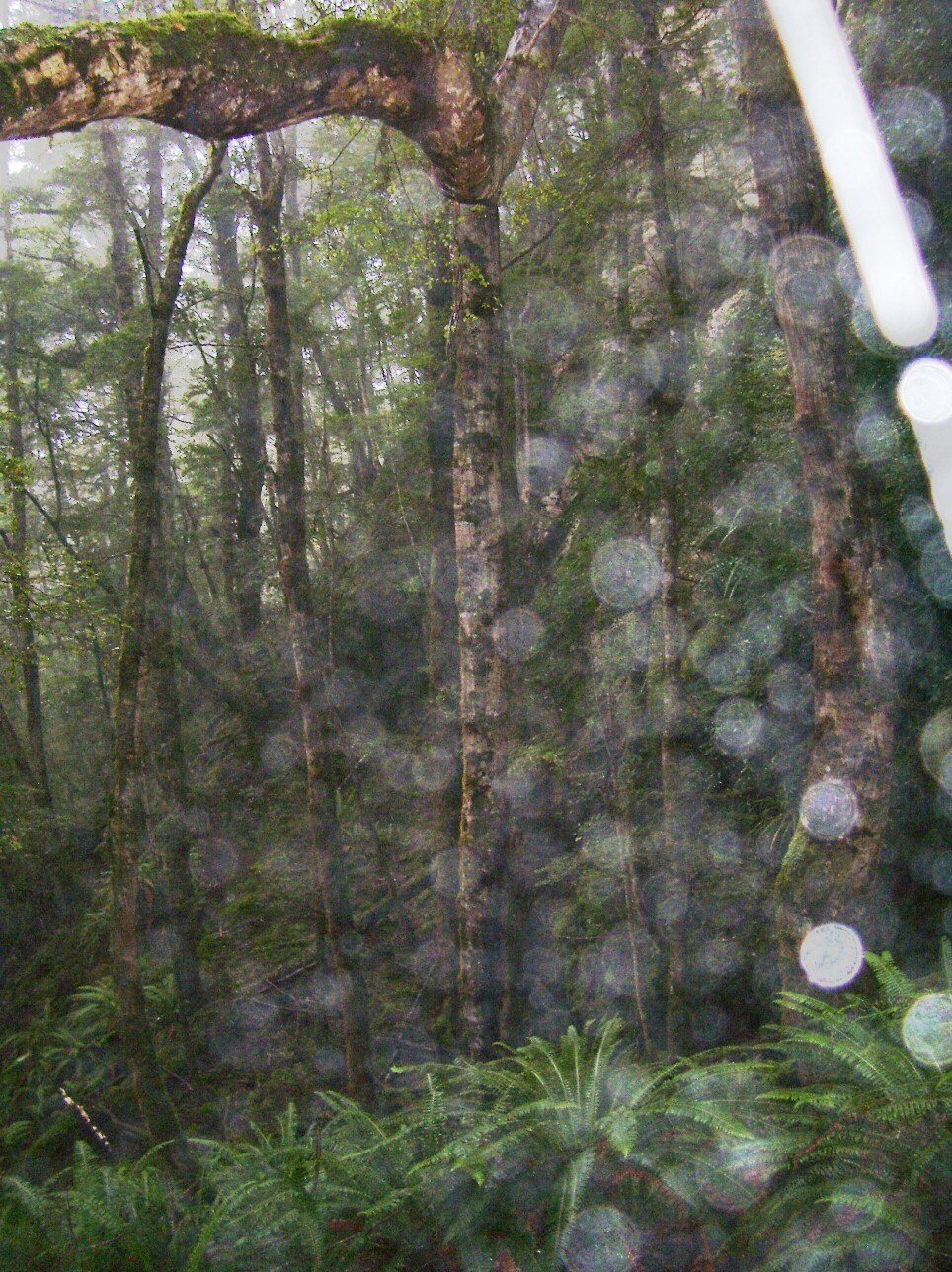
Một "khu rừng quả cầu"
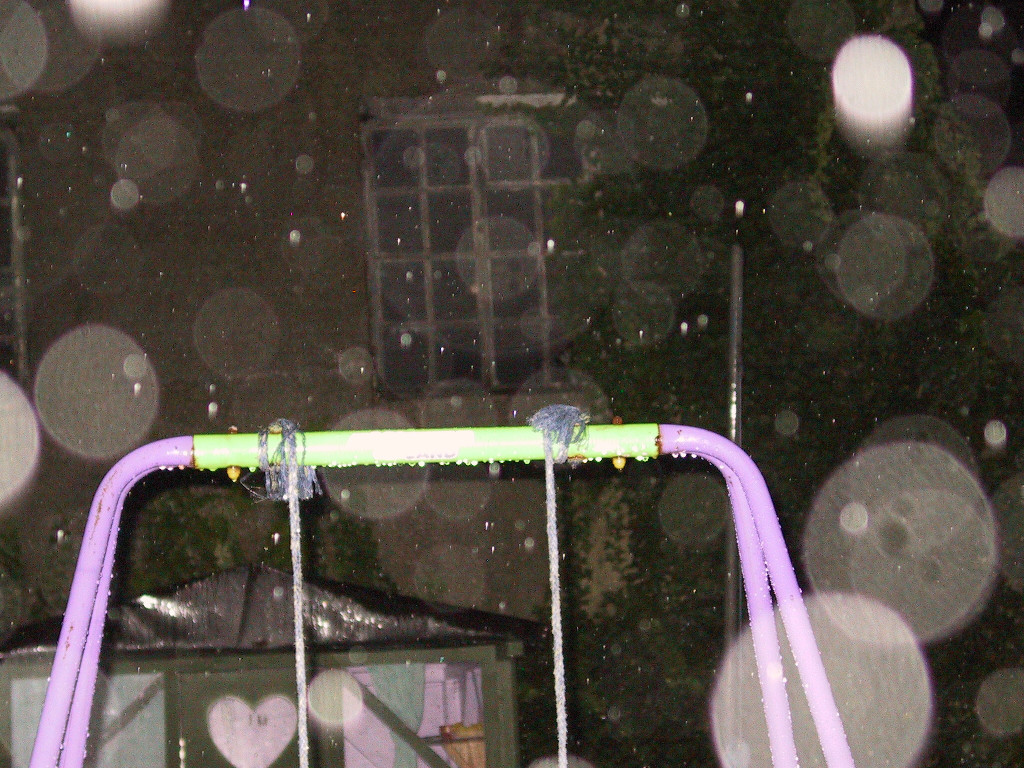
Một trận "mưa quả cầu",chụp bằng máy ảnh thu nhỏ
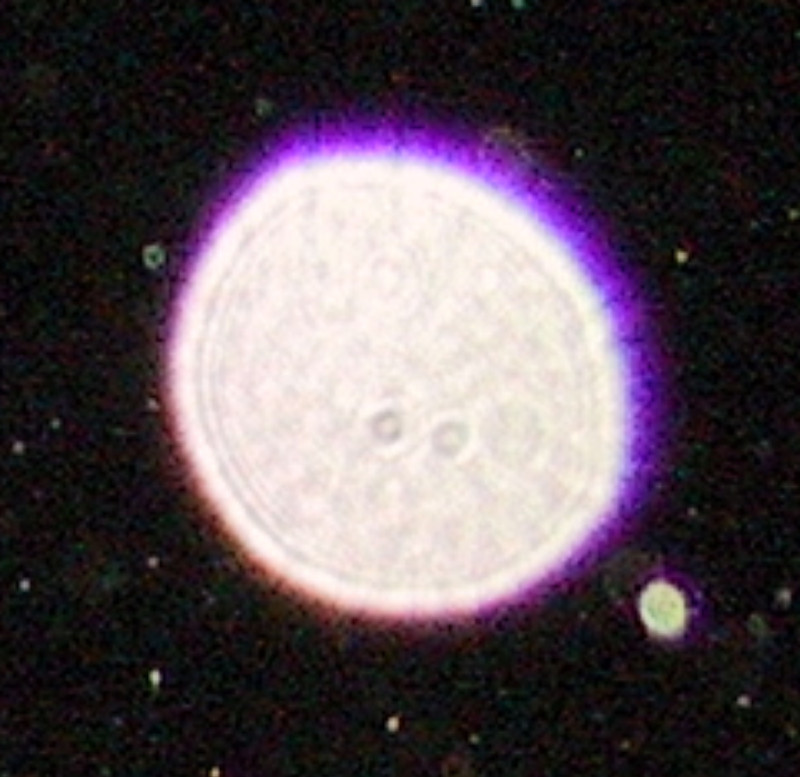
Một quả cầu viền tím